# Venanzio Vallerani
Venanzio Vallerani (Pola, 5 aprile 1924 – Ancona, 7 novembre 2012) è stato un agronomo e zootecnico italiano.
Ha messo a punto una strategia di intervento contro la desertificazione denominata Vallerani System per rinverdire con boschi, pascoli, culture agricole ed industriali le terre aride e semi-aride del pianeta. Con il Vallerani System sono stati lavorati oltre 116.000 ettari fino al 2013 in 13 paesi dell'Africa e dell'Asia.

## Biografia

### La carriera da zootecnico
Venanzio Vallerani, dopo essersi laureato nel 1949 in Scienze Agrarie e Forestali presso l'Università di Perugia, si dedica all'insegnamento di agronomia, coltivazioni erbacee e arboree all'Istituto Agrario di Todi. Nel 1953 sposa Marianna Haffter, conosciuta all'Università per Stranieri di Perugia. Lascia l'insegnamento per lavorare come zootecnico presso l'Ente Maremma per la Riforma Fondiaria, prima due anni a Follonica, poi cinque anni a Manciano ed infine otto a Tarquinia. Nel 1970/71 viene inviato dall'Italconsult in Brasile con il compito di capire come poter migliorare le produzioni zootecniche in un progetto che si estendeva su 1.5 milioni di ettari e 900.000 capi bovini. Dal 1972, rientrato in Italia, dirige il servizio zootecnico dell'Ente di Sviluppo Marche, dove elabora una strategia di sviluppo e miglioramento della razza bovina Marchigiana. Nel 1981 viene chiamato dalla FAO in Mozambico per lo sviluppo della politica nazionale nel settore agro-zootecnico. Inizia così l'esperienza di Venanzio Vallerani in Africa, che proseguirà nel 1983 quando verrà nuovamente chiamato dalla FAO come consulente nelle missioni agro-zootecniche per la formulazione dei programmi di sviluppo rurale integrato FAO / Italia a Keita in Niger e Koupela Tenkodogo in Burkina Faso. Dal 1984 al 1987 è direttore di un progetto della FAO per lo sviluppo agro-zootecnico a Capo Verde.

### La lotta alla desertificazione
A Capo Verde, tra il 1984 e il 1987 ha modo di osservare le tecniche di rimboschimento attuate nella zona per fermare l'erosione del suolo e garantire alle piante una più elevata possibilità di sopravvivenza grazie alla raccolta e conservazione dell'acqua piovana.
Nel 1987 Venanzio Vallerani si trova in Niger per conto della Cooperazione Italiana. Qui, dopo aver osservato le tecniche di coltivazione locali, che prevedevano lo scavo manuale del terreno e il trapianto di piante da vivaio, Vallerani effettuò le prime prove di lavorazione del terreno con un aratro, ottenendo i risultati da lui previsti, ovvero il trattenimento dell'acqua piovana nei solchi realizzati e la germinazione sul posto dei semi arborei. Da questa prima coltivazione sperimentale iniziò a prendere forma l'idea di un nuovo sistema di lavorazione delle terre aride e semiaride. Capisaldi del nuovo sistema erano l'idea di meccanizzare il sistema tradizionale di lavorazione del terreno con buche scavate per la raccolta dell'acqua (zaï) e quella di introdurre la semina diretta di piante autoctone, sostituendo la pratica del trapianto di piantine da vivaio, per permettere all'apparato radicale delle piante di mantenere la sua più importante funzione, quella del fittone e raggiungere così l'acqua in profondità.
Nel 1988 ideò il prototipo dei primi aratri pensati per la restaurazione delle terre aride: il Treno e il Delfino. Nello stesso anno vennero inviati in Niger nell'ambito del progetto della Cooperazione Italiana ed in venti giorni di lavorazione prima delle piogge furono lavorati 187 ettari con il Treno e 128 con il Delfino. Le produzioni di sorgo che erano in media 450 kg per ettaro passarono a 1.800-2.000 kg, la massa foraggiera aumentò notevolmente, le radici delle piante superavano i 120 cm e i costi di lavorazione furono 4-5 volte minori dei costi di progetti analoghi.

## Il Vallerani System
Il Vallerani System è un nuovo approccio alla gestione integrata tecnica e socio-economica delle risorse umane e naturali per restaurare e ridare vita ai suoli degradati.

Si avvale di aratri appositamente concepiti per la lavorazione della terra arida e semi-arida al fine di raccogliere l'acqua piovana (rainwater harvesting) e risanare i suoli degradati in modo naturale e veloce. Il corretto impiego del Vallerani System permette di ottimizzare l'utilizzo dell'acqua piovana, riforestare intere aree soggette a desertificazione, realizzare piantagioni ad uso industriale, migliorare i pascoli e le produzioni agricole, costruire frangivento e recinzioni “vive” ed aumentare la biodiversità.

### Storia del Sistema Vallerani
Il Vallerani System nasce nel 1988 con la realizzazione dei primi prototipi degli aratri Treno e Delfino e nel 1989 il sistema viene presentato alla Fiera Internazionale di Verona. Da allora Venanzio Vallerani è stato invitato a partecipare a numerose conferenze internazionali di settore, congressi e summit, in cui ha presentato gli aratri da lui inventati ed il Vallerani System. Collaborando con organismi internazionali di ricerca e di aiuto allo sviluppo, Cooperazioni, ONG, ha sviluppato e realizzato progetti di Lotta alla Desertificazione in numerosi paesi del Medio Oriente, dell'Africa e dell'Asia quali: Niger, Burkina Faso, Senegal, Kenya, Sudan, Ciad, Madagascar, Marocco, Tunisia, Siria, Giordania, Egitto e Cina.
Nel 2001 il Vallerani System è stato presentato alla Conferenza “Lotta Contro la Desertificazione” a Ginevra.
Nel 2002 la Delegazione del Governo Cinese, che aveva assistito alla presentazione di Ginevra, invita Vallerani a visitare la Mongolia Interna e le provincie del Gansu, Hebei e Qinghai per studiare la possibilità di introdurre il Vallerani System in queste zone. A seguito della visita, il Governo cinese richiese cinque progetti nelle regioni nord-orientali del Paese.
Nel 2005, all'interno del quadro di cooperazione diretta tra il Ministero dell'ambiente italiano e il Ministero delle Foreste cinese, è stato firmato il Progetto per la Riforestazione di un'Area Pilota con l'applicazione del sistema nella Regione Autonoma della Mongolia Interna. I lavori sono iniziati nella contea di Balinzuo, per poi proseguire nel 2006 nella contea di Aqi. Il progetto prevedeva la lavorazione di 1000 ettari, ma, a seguito degli ottimi risultati conseguiti, ne sono stati realizzati 3200. 

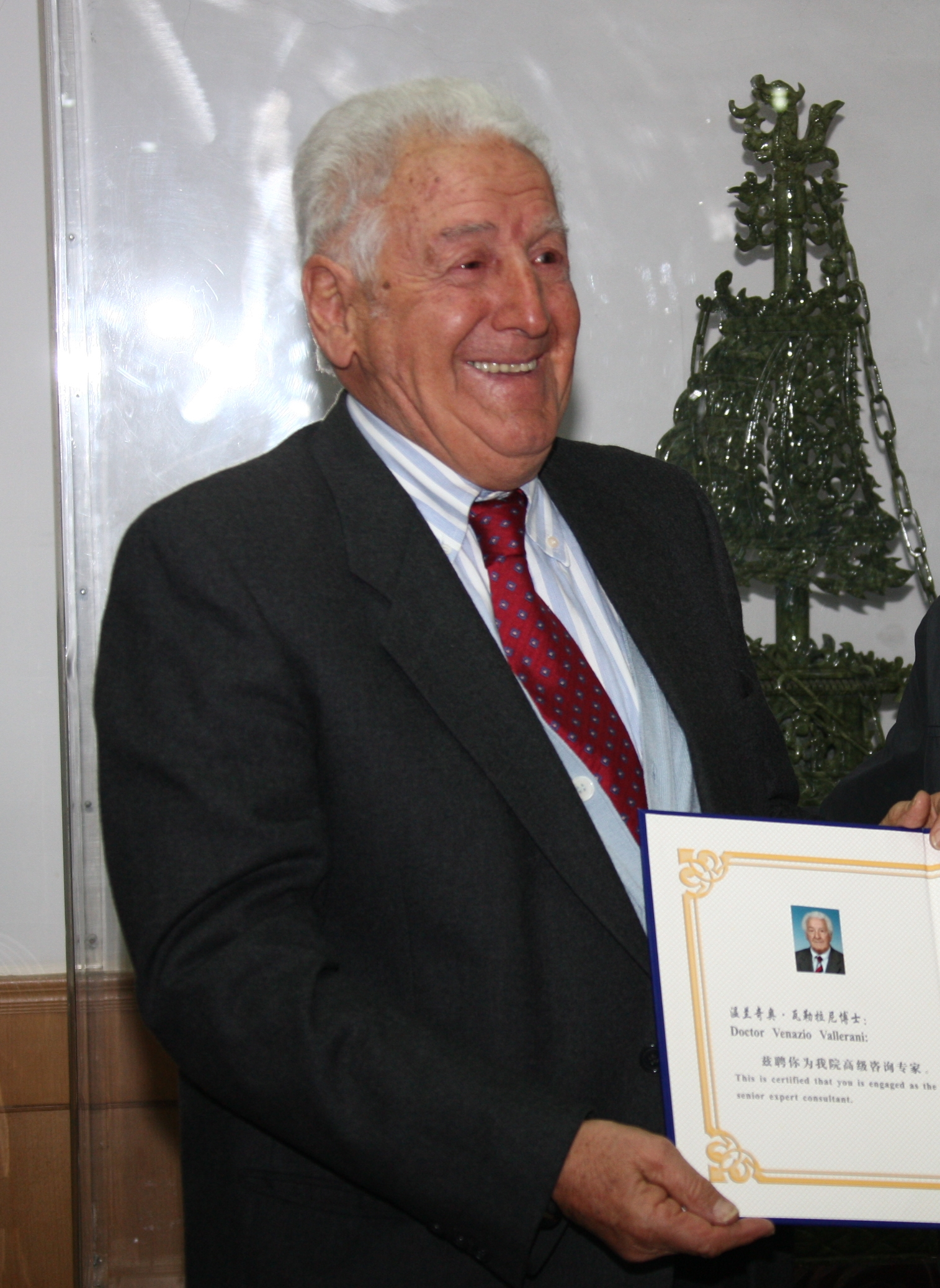
Venanzio Vallerani con il Certificato di Amicizia

Grazie a questi successi, Venanzio Vallerani è stato nominato Professore Honoris Causa per la prevenzione e la lotta alla desertificazione all'Accademia forestale della Mongolia Interna e all'Università di Ulun Beir, consulente speciale dell'Accademia per l'inventario forestale e l'amministrazione della pianificazione forestale di Stato del Ministero delle foreste cinese ed insignito dal presidente Hu Jintao del Certificato di Amicizia, la più alta onorificenza conferita dal governo cinese ad uno straniero. Nel corso degli anni gli aratri sono stati modificati per ottimizzarne le prestazioni nei diversi tipi di terreno e nel 2011 è nato il nuovo aratro Delfino³, che ha sostituito i precedenti aratri Treno e Delfino.
Il Vallerani System è stato presentato in numerose manifestazioni (alla FAO, all'UNESCO, all'IFAD, al MAE) ed è stato utilizzato in molteplici progetti, tra cui il progetto “Foreste e Sicurezza alimentare nel Sahel” in Burkina Faso in un programma di cooperazione FAO/Italia, il progetto ACACIA di appoggio alla sicurezza alimentare, di riduzione della povertà e del degrado dei suoli nei paesi produttori di gomme e resine (Senegal, Burkina Faso, Niger, Ciad, Sudan e Kenya), “The Vallerani Water Harvesting Project” finanziato dalla cooperazione svizzera all'ICARDA e il “Progetto di applicazione della tecnologia Vallerani System per la forestazione dimostrativa nella Mongolia Interna nella Repubblica Popolare Cinese”. Il Sistema ha ricevuto numerosissimi riconoscimenti e certificazioni da parte di diversi dicasteri esteri e di organizzazioni internazionali come FAO, CILLS, ICARDA, IFAD. Fino a giugno 2013 sono stati lavorati oltre 116.000 ettari in 13 nazioni dell'Africa, Medio Oriente ed Asia.

### La semina diretta
Elemento essenziale del Vallerani System è la semina diretta di piante autoctone la cui germinazione e crescita è consentita dall'acqua raccolta nei micro-bacini scavati dall'aratro. Questo sistema è volto, non solo alla preservazione della biodiversità nel rispetto delle coltivazioni autoctone, ma anche alla coltivazione di piante che crescendo secondo i naturali tempi di sviluppo e adattandosi subito al terreno e alle condizioni climatiche in cui cresceranno, saranno più vigorose e resistenti, aumentandone così la possibilità di sopravvivenza. Il sistema della semina diretta garantisce nelle piante una elevata capacità di resistenza alle malattie, agli attacchi dei parassiti e di adattamento ai cambiamenti climatici (resilienza), questo grazie alla maggiore profondità che le radici delle piante a semina diretta sono in grado di raggiungere rispetto a quelle coltivate in vivaio. Un ulteriore vantaggio della semina diretta è la maggiore capacità delle piante di autopropagarsi e la percentuale di germinabilità dei semi molto elevata.

### Attrezzature

#### Treno e Delfino
L'aratro Treno è il primo realizzato da Venanzio Vallerani nel 1988, adatto per i terreni pianeggianti e per migliorare le produzioni agricole, riforestare e costruire linee frangivento. Scava un solco continuo mediamente largo 60 cm suddiviso da diaframmi, costituiti dal terreno superficiale raschiato da un apposito meccanismo, per evitare lo scorrimento dell'acqua nel solco e favorirne invece l'infiltrazione.

Il Delfino è un aratro pensato per scavare semilune nei terreni declivi. Scava 10/20 semilune o micro-bacini al minuto, unite l'una all'altra dalla traccia di un ripper lunga 2 m e profonda 50 cm. Le semilune hanno la larghezza media di 60 cm e sono lunghe 5 m. Anche in presenza di pluviometrie molto basse di 200–500 mm/anno, ogni semiluna è in grado di raccogliere fino a 1.000 l di acqua, compresa quella di ruscellamento.

Dalla primavera 2011 questi due aratri non vengono più prodotti in quanto sostituiti dal nuovo aratro Delfino³.

#### Delfino³
L'aratro Delfino³ è un'evoluzione dei 2 precedenti aratri, ne riunisce i vantaggi e li potenzia. Il Delfino³ è un aratro mono vomere reversibile che, attraverso un movimento ondulatorio, scava semilune lunghe 5 m e profonde circa 50 cm, distanziate 2 m le une dalle altre, in cui si raccoglie l'acqua e la terra, i semi e il materiale organico trasportato dal vento. Anche in presenza di pluviometrie molto basse di 150–500 mm/anno, ogni semiluna è in grado di raccogliere fino a 1.500 l di acqua, compresa quella di ruscellamento. I micro-bacini raccolgono la pioggia che cade nelle semilune e il 50% di quella che scorre tra le linee di lavorazione. Due ripper posizionati prima del corpo lavorante posteriore scavano, nel tratto di terreno tra le semilune, delle sacche interrate di raccolta dell'acqua profonde circa 60 cm che facilitano l'infiltrazione della pioggia nel terreno.

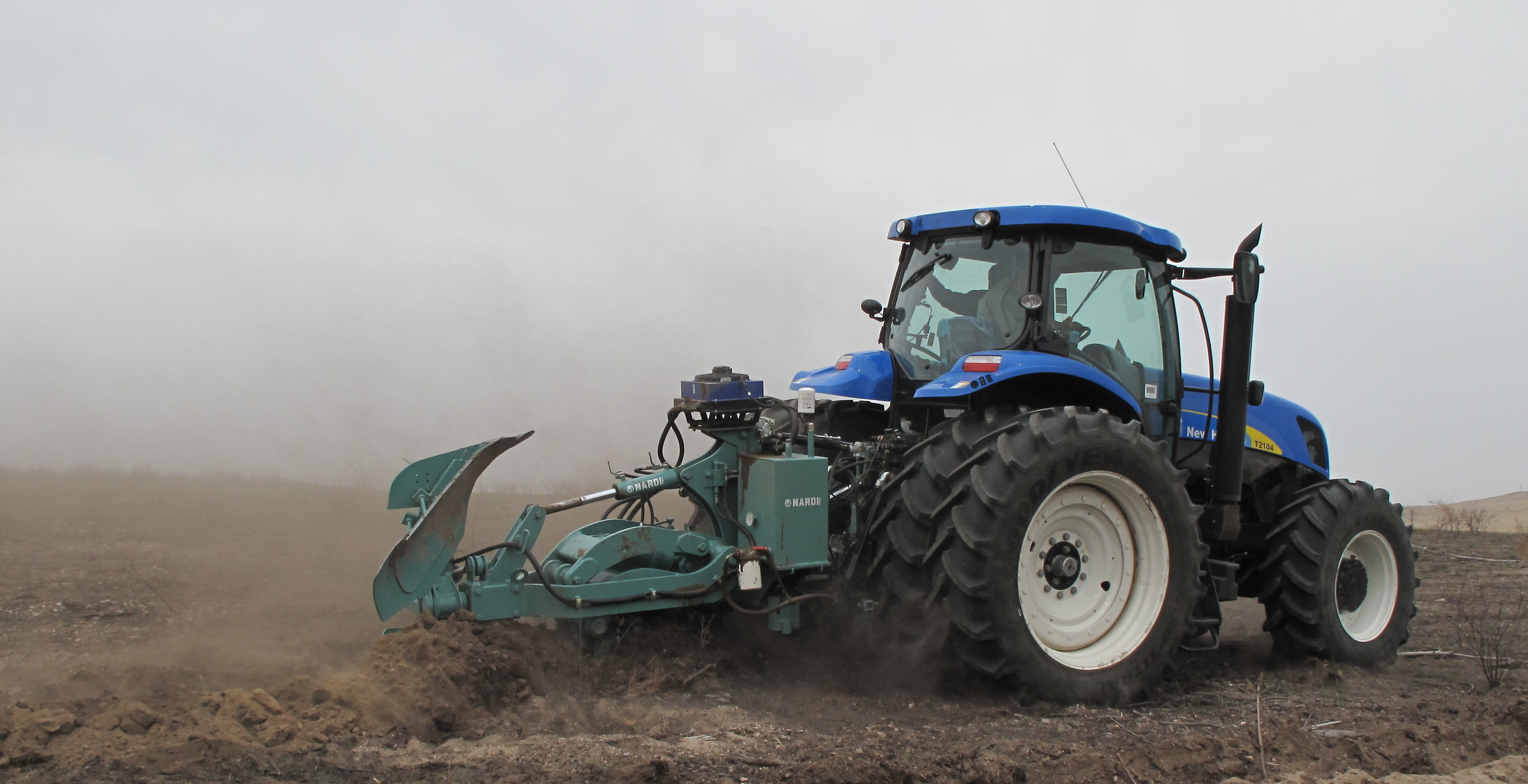
Il Delfino³ al lavoro in Cina

L'acqua penetra facilmente nelle sacche sotterranee di raccolta dell'acqua e fluisce nelle falde freatiche senza rischi di evaporazione, moltiplicando da 2 a 4 volte l'acqua disponibile per le colture, i pascoli e le piante.

Grazie all'elevata velocità di lavorazione, tra 4 e 8 km/h, l'aratro è in grado di lavorare 1,5/3 ettari/h. La velocità di avanzamento del trattore e le particolarità di costruzione dell'aratro consentono la forte scissura e lo scuotimento del terreno, permettendone la rottura e facilitando con ciò l'assorbimento dell'acqua e l'ingresso delle radici.

L'aratro deve essere attaccato ad un trattore a ruote da 220-240 CV con massimo zavorramento e, a seconda delle condizioni di lavoro, avere mozzi per allargare la carreggiata o munito di pneumatici forestali.

### Elementi essenziali del Sistema
- La scelta dei terreni per le lavorazioni deve tenere conto di vari fattori, quali la pluviometria, per poter calcolare le distanze tra le linee di lavorazione e così raccogliere tutta la pioggia. Maggiore è l'intensità delle precipitazioni, più vicine devono essere le linee di lavorazione. Data la velocità di avanzamento del trattore è conveniente che l'area di lavorazione sia di dimensioni ampie. È importante considerare la compattezza e porosità dei terreni per avere indizi sulla velocità di scorrimento ed assorbimento della pioggia e la fertilità del terreno per fare una previsione sulla riuscita degli interventi. È fondamentale che il terreno non sia eccessivamente pietroso, per evitare danni ai trattori e agli aratri;
- Meccanizzazione della lavorazione;
- Semina diretta;
- Coinvolgimento delle popolazioni locali, per renderle partecipi in tutte le fasi della lavorazione e gestire al meglio i risultati ottenuti. A seconda del tipo di intervento che si desidera fare, la raccolta dei semi e la semina potranno essere fatti direttamente dalle popolazioni locali (eventualmente integrando i semi di piante non più sufficientemente presenti nella zona). I semi devono essere raccolti dalle piante più vigorose al momento della loro maturazione e conservati in modo adeguato. Ideale è Io sterco delle capre e delle pecore: i pastori al momento opportuno faranno mangiare agli animali i semi scrollandoli direttamente dalle piante. Lo sterco raccolto nei recinti dove gli animali passano la notte, contiene i semi e dovrà essere distribuito a spaglio sul bordo dei micro-bacini in modo che, se nella stagione le piogge saranno scarse, nasceranno i semi nel fondo dei micro-bacini, se abbondanti anche quelli nei lati. L'esperienza ha dimostrato che così facendo si ha un attecchimento medio di piante nel 95% dei micro-bacini, ciò significa che si avrà una media di 270 buche con dentro almeno una pianta per ettaro lavorato. I semi, elaborati nel processo metabolico degli animali, germogliano più facilmente favorendo il rapido sviluppo delle piantine, restano protetti dagli animali fino all'arrivo delle piogge e lo sterco che le avvolge apporta importanti sostanze nutritive al terreno;
- Fondamentali sono gli incontri, la formazione e la collaborazione con le popolazioni locali, per renderle partecipi ed autori in prima persona della rigenerazione del territorio e del proprio sviluppo. È quindi importante istruire sui semi e sul seminare i giovani del posto e coinvolgerli nella raccolta di semi di piante autoctone;
- È necessaria la formazione di una squadra tecnica locale formata da trattoristi, meccanici, responsabile dei lavori agronomici e forestali, personale amministrativo, e di una squadra sociale formata da soggetti locali per stimolare la conoscenza, la motivazione e la partecipazione delle popolazioni dei villaggi alla realizzazione dell'intervento. In questo modo sarà possibile la creazione di team territoriali (Green Desert Team) per la diffusione su larga scala del Vallerani System, coordinati dagli esperti del sistema;
- Costo medio per ettaro lavorato e seminato: 80-100 € a seconda delle caratteristiche del terreno, delle dimensioni, del prezzo del carburante, del costo della manodopera, del tipo di intervento e delle spese d'importazione e trasporto dell'attrezzatura.

### Benefici
I benefici economici offerti dal Vallerani System attraverso la particolare lavorazione della terra e la semina diretta sono innumerevoli:

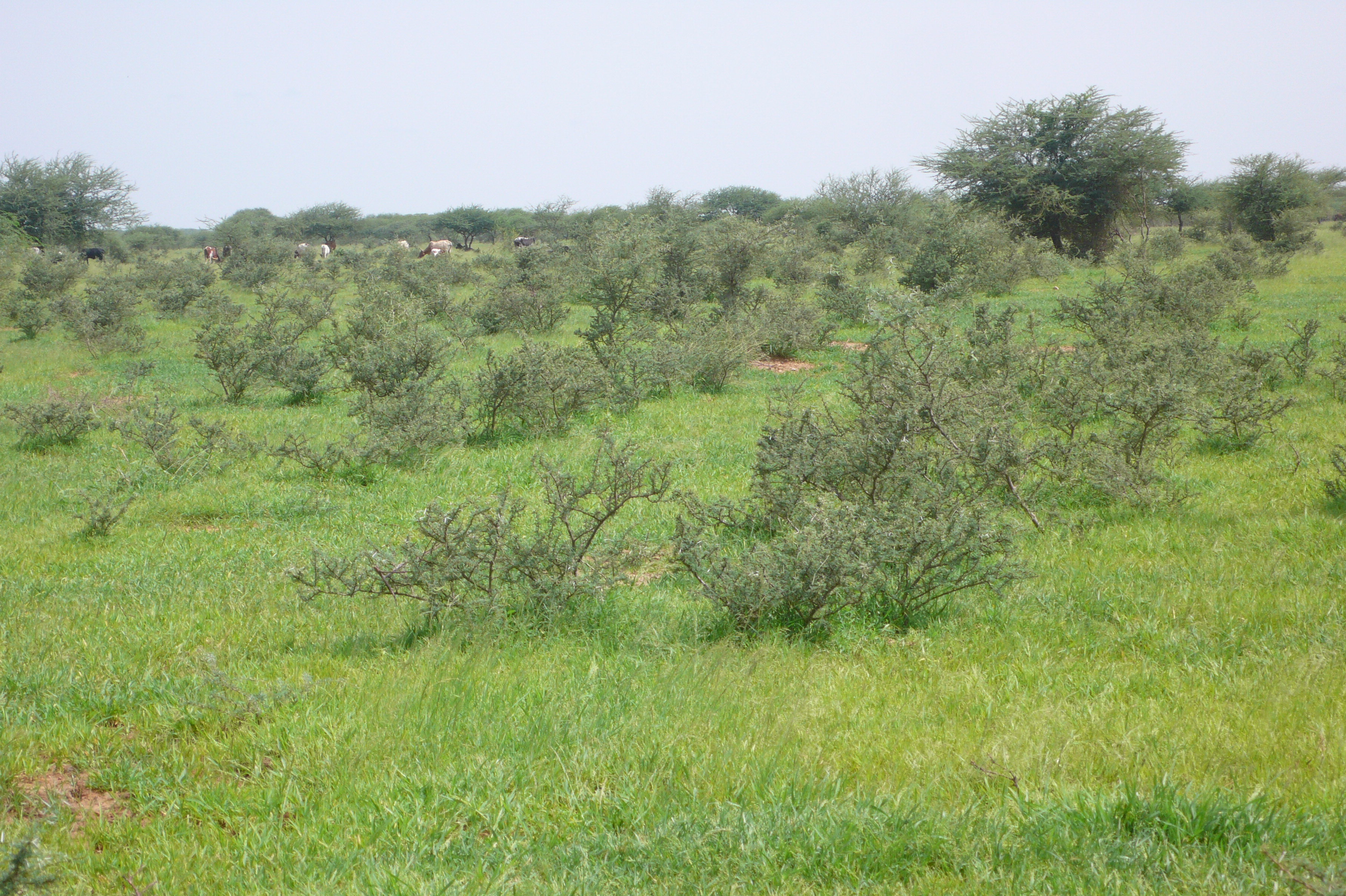
Risultati dopo 5 anni in Burkina Faso

- moltiplicazione da 2 a 4 volte dell'acqua disponibile per le colture, i pascoli e le piante;
- riutilizzazione delle terre abbandonate perché dure, compatte e quindi impossibili da lavorare manualmente;
- impiego di manodopera locale e formazione di manodopera specializzata;
- velocità ed ottimizzazione dell'intervento;
- costi ridotti. Confrontando i costi dei metodi tradizionali di riforestazione basati sul trapianto ed il Vallerani System fondato sulla semina diretta, si dimostra che quest'ultimo costa mediamente 5 volte di meno e i risultati sono più veloci, validi e duraturi;
- creazione di valore delle produzioni agricole e di quelle fornite dagli animali domestici e selvatici;
- aumento del valore dei terreni trattati;
- valore di turismo e agriturismo generati dai lavori.

Accanto a questi si hanno anche benefici ecologici:
- basso impatto ambientale: soltanto il 10-20% del terreno viene lavorato;
- totale raccolta e rapido infiltramento della pioggia che cade nei micro bacini con conseguente riduzione dell'evaporazione, ricarica delle falde freatiche e riduzione dell'erosione dei terreni;
- elevata raccolta, nelle linee lavorate, della pioggia che cade nell'interlinea, della terra superficiale, dei semi e delle paglie trasportate dal vento, con continuo miglioramento della fertilità e delle produzioni;
- mantenimento e accrescimento della biodiversità vegetale e animale, fortemente favorita dal miglioramento delle condizioni agronomiche di vita nel terreno;
- lotta all'erosione del suolo;
- riduzione della velocità del vento;
- captazione di anidride carbonica;
- uso della sola acqua piovana.

Fondamentali da prendere in considerazione sono anche i vantaggi sociali:
- riduzione della fame e della povertà;
- riduzione dell'emigrazione;
- riduzione delle tensioni sociali;
- educazione ambientale;
- responsabilizzazione delle popolazioni locali attraverso l'accoglimento delle tecnologie e delle modalità di lavorazione dei terreni e la loro partecipazione attiva, che permette il buon esito degli interventi.

### Progetti utilizzanti il Vallerani System
- Niger (1988): “Projet intégré de Réhabilitation du Damergou'’della cooperazione italiana (FAI).

La produzione cerealicola per ettaro è aumentata di tre volte, dai 400/500 Kg/ha dell'agricoltura tradizionale ai 1000/1500 Kg/ha. Molte specie di semi provenienti dagli alberi delle foreste locali mostrarono più del 60% di germinabilità.
- Niger (1989-2003): “Project Protection Integrée Des Resources Agro-Silvo-Pastorales-Niamey-Nord” della Cooperazione Tedesca (GTZ).

Più di 70.000 ettari lavorati. Nelle terre abbandonate la produzione foraggiera è aumentata da 200 a 400%.
- Marocco (1989): progetto di miglioramento dei pascoli del Ministero delle Foreste del Marocco.

Il suolo calcareo e improduttivo è stato restaurato e la produzione foraggiera aumenta dal 200 al 400%.
- Egitto (1988-1991): progetto di sviluppo e riabilitazione del territorio nel Nord Sinai della cooperazione italiana.

Sostanziale miglioramento dei pascoli.
- Niger (1996): progetto FAO/NER/90/016 della FAO.
- Senegal (1997-1998): progetto PROWALO finanziato dalla FAO.[5]

Riabilitazione di 322 ettari di foreste nella zona di Walo, con semina diretta di alberi forestali e miglioramento dei pascoli.
- Tunisia (1997 - 98): progetto di riabilitazione ambientale finanziato dall'Agenzia svizzera per la cooperazione e lo sviluppo.
- Siria (dal 1997): progetto di ricerca dell'International Center for Agricultural Research in the Dry Areas (ICARDA), l'Istituto di Ricerca del CGIAR in carica dello sviluppo delle zone aride.
- Burkina Faso (1997-1998): progetto “Foreste e Sicurezza alimentare nel Sahel” in un programma di cooperazione FAO/Italia in Burkina Faso.[6]

Risultati eccellenti.
- Ciad (1998): progetto pilota di sviluppo agricolo delle Oasi del Kanem finanziato dall'IFAD con fondi italiani e svizzeri.[7]

I significativi risultati ottenuti con il Vallerani System nella produzione cerealicola e di foraggio giustificarono il rifinanziamento del progetto per altri due anni e l'acquisto di una seconda unità tecnica composta da un trattore e da un aratro Delfino.
- Burkina Faso (1999): progetto di salvaguardia dell'ambiente finanziato dall'ADRA, l'Agenzia Avventista per lo Sviluppo e il Soccorso.
- Burkina Faso (1999): progetto di riabilitazione delle terre degradate finanziato dal Ministero dell'Ambiente del Burkina Faso.
- Burkina Faso (2001): progetto “Giovani ticinesi in Burkina Faso” sostenuto da una iniziativa di volontariato di studenti della Scuola Rudolf Steiner di Lugano che ha finanziato la lavorazione di 400 ettari in Burkina Faso in collaborazione con l'ADRA.
- Burkina Faso (dal 2003): vari progetti di riabilitazione del suolo e attività di fundraising promossi dalla sezione Africana dell'ONG Reach Italia.[8]

Ogni anno vengono lavorate con il Sistema Vallerani nuove porzioni di territorio sulla base delle richieste della popolazione locale e dei fondi disponibili. Gli interventi sono molto significativi in quanto parte di progetti di assistenza allo sviluppo che includono istruzione, coinvolgimento delle comunità locali.
Secondo dati forniti da Reach Italia, con il Vallerani System sono stati lavorati dai diversi partners impegnati circa 11.840 ettari in differenti provincie del Burkina Faso, di cui l'80 % nella provincia dell'Oudalan.
- Burkina Faso (2003-2013): progetto “Deserto Verde Burkinabé” finanziato dall'associazione Deserto Verde Burkinabé in collaborazione con gli abitanti di villaggi nel nord del Burkina Faso.[9]

Ad oggi sono stati lavorati 3400 ettari. A seguito dei risultati ottenuti il progetto è stato esteso da 1000 ha a 2000 ha, innalzando la germinazione degli alberi al 95% e riportando sul territorio alcune specie animali scomparse.
- Senegal, Burkina Faso, Niger, Ciad, Sudan e Kenya (2004-2006): progetto “ACACIA di appoggio alla sicurezza alimentare e di riduzione della povertà e del degrado dei suoli nei paesi produttori di gomme e resine” finanziato dalla Cooperazione Italiana attraverso il Contributo al Fondo Fiduciario della FAO per la Sicurezza Alimentare e la Salubrità degli Alimenti.[10]

Ognuno dei paesi facenti parte del progetto è stato dotato di un trattore, un aratro Treno e un aratro Delfino. Con l'utilizzo del Vallerani System, in totale circa 13.000 ettari di terra sono stati lavorati.
- Siria e Giordania (2004-2006): “The Vallerani Water Harvesting Project” finanziato dalla cooperazione svizzera all'ICARDA.

I risultati sono stati così soddisfacenti che l'ICARDA ha preparato un nuovo progetto che coinvolge anche Libia, Tunisia, Marocco, Algeria e Mauritania per il quale è ora in atto la valutazione da parte dei sottoscrittori per la raccolta fondi.
- Cina (2005-2009): “Progetto di applicazione della tecnologia VS per la forestazione dimostrativa nella Mongolia Interna nella Repubblica Popolare Cinese” finanziato da Academy of Forest Inventory and Planning of the State Forestry Administration.[11][12]

Era prevista la lavorazione di 1000 ha, a seguito dei risultati ottenuti ne sono stati lavorati 3200.
Nel 2007 il Direttore Generale del Academy of Forestry Inventory and Planning della Cina, ha sottolineato l'efficacia del Vallerani System nella raccolta dell'acqua piovana e la conseguente rapidità di coltivazione dei territori interessati delle lavorazioni, definendolo il Sistema economico e pratico.
- Cina (2009- ): progetto per la forestazione della regione Hulumbeir finanziato dalla regione autonoma dell'Inner Mongolia.
- Burkina Faso (2010- ): Progetto Essakane dalla compagnia IAM Gold.
- Marocco (2011- ): progetto “Controllo partecipativo della desertificazione e riduzione della povertà negli ecosistemi degli altopiani aridi e semi-aridi del Marocco orientale” cofinanziato da IFAD e GEF.[13][14]
- Cina (2012- ): progetto pilota per l'afforestazione con il nuovo aratro Delfino³ della regione di Hulumbeir, finanziato dalla regione autonoma della Mongolia Interna
- Madagascar (2013): progetto Tozzi Green della compagnia italiana Tozzi Tre per la coltivazione di jatropha.

### Studi, pubblicazioni e riconoscimenti
Numerosi studi e pubblicazioni hanno dimostrato che il sistema è efficace ed economico per combattere la desertificazione e i cambiamenti climatici riportando la vita nelle zone desertificate nel rispetto della biodiversità, combattendo la fame, la povertà e l'emigrazione e coinvolgendo le popolazioni locali.
- Rapporto del Comitato Interstatale Permanente per la Lotta contro la Siccità nel Sahel (CILSS).[15][16]

Nel rapporto il CILSS, dopo aver studiato e verificato i risultati ottenuti nei progetti di Reach Italia, attesta la validità del Vallerani System, definendolo una tecnica efficiente e una storia di successo.
Si parla di risultati inconfutabili che devono essere utilizzati come esempio di gestione per tutta la zona del Sahel a vocazione silvo-pastorale. In Burkina Faso non vengono identificate altre esperienze di simile successo dal punto di vista della sostenibilità, dei risultati di rimboschimento e dal punto di vista economico. L'utilizzo dell'aratro Delfino accompagnato dalla semina diretta produce risultati che sono almeno due volte più economici rispetto ai tradizionali metodi usati nel Sahel, con un aumento della copertura erbacea da 5 a 30 volte. È stato dimostrato l'aumento della varietà della flora ed il tasso di sopravvivenza delle piantine di alberi forestali è in media del 79% rispetto al 20% con il rimboschimento convenzionale.
Un altro elemento essenziale del Vallerani System che è stato validato dai risultati dello studi è quello dei vantaggi sociali percepibili derivanti dal suo utilizzo. Sono le stesse popolazioni locali che, vedendo restaurate le terre una volta abbandonate, richiedono l'intervento con il Sistema.
- Ricerca dell'International Center for Agricultural Research in the Dry Areas (ICARDA).[17]

L'ICARDA ha testato e valutato molto positivamente il Sistema Vallerani, certificandone la piena validità.
Dagli studi effettuati in Giordania nelle zone di Al-Majidyya e Mharib e in Siria emerge come l'utilizzo del Vallerani System permetta una maggiore raccolta della pioggia, con un conseguente incremento della vegetazione e una maggiore produzione foraggiera. L'area lavorata con il Vallerani System registra una maggiore presenza di semi nel suolo rispetto all'area lavorata con l'aratura tradizionale. La copertura vegetativa, il numero delle piante, la loro altezza e la biodiversità sono maggiori nelle aree lavorate con il Sistema, che scavando più in profondità permette una maggiore raccolta di umidità. Tra il 58% e il 66% delle piante nell'area sono il risultato della lavorazione con gli aratri Vallerani e il loro tasso di sopravvivenza è molto elevato.
Questi risultati mostrano la maggiore efficienza del Vallerani System rispetto ai metodi tradizionali. La pubblicazione raccomanda l'uso del Vallerani System su larga scala, migliorando così la sopravvivenza delle piante, il controllo dell'erosione del suolo, e migliorando copertura vegetativa naturale.
I ricercatori hanno evidenziato come la volontà dei contadini delle zone oggetto di studio ad adottare e applicare il Vallerani System nelle loro terre sia triplicata da quando hanno visto i risultati che possono essere ottenuti. L'ICARDA ha anche sottolineato che l'elemento di partecipazione e formazione della comunità presente nel Vallerani System è uno strumento importante nel processo di sviluppo.
- Studio dell'associazione Deserto Verde Burkinabé e dell'ONG Reach Burkina Faso.[18]

Nello studio viene confermata la capacità del Vallerani System di recuperare gli ecosistemi degradati, anche quando il terreno è gravemente degradato. Con l'azione iniziale di aratura, gli ecosistemi sono in grado di invertire il processo di degrado e desertificazione.
Lo studio in particolare evidenzia l'aumento e il miglioramento della qualità della massa foraggiera e forestale. Viene sottolineata l'importanza di tutti i vari passaggi che caratterizzano la lavorazione con il Vallerani System e il fatto che i tassi di crescita degli alberi rimangono costanti, anche in anni di estrema siccità, con effetti di ricaduta su tutto l'ecosistema, come l'aumento delle risorse alimentari.
- Pubblicazione dell'Agenzia di Cooperazione Tecnica tedesca (GIZ).[19]

Il Vallerani System viene inserito tra le principali tecniche per il miglioramento del suolo.
- Pubblicazione del WOCAT, il più importante network mondiale che riunisce specialisti in materia di conservazione del suolo e dell'acqua, e che conta tra i partner agenzie come la FAO.[20]

Il Vallerani System viene definito una good practice, inserendola tra le migliori tecniche di raccolta dell'acqua.
- Riconoscimenti da parte di diversi dicasteri esteri, come quello cinese.[21]

Durante un workshop scientifico organizzato dall'Agenzia nazionale per le nuove tecnologie, l'energia e lo sviluppo economico sostenibile (ENEA), l'Academy of Forestry Inventory and Planning della Cina ha rilevato molti vantaggi derivanti dall'uso del Sistema, quali: la vasta gamma di applicazioni, la grandissima capacità di raccolta dell'acqua nei solchi scavati dall'aratro, la maggiore efficienza nella preparazione del suolo rispetto al lavoro manuale, i costi ridotti, l'aumento del tasso di sopravvivenza delle piantagioni, i benefici economici e sociali e il miglioramento delle proprietà chimiche del suolo.
Le autorità cinesi hanno concluso che con l'adozione del Vallerani System la copertura vegetale è aumentata del 40% e l'altezza delle piante del 50%. La percentuale di rottura del suolo con la lavorazione Vallerani è di minimo impatto, circa il 13-17% della superficie totale e la percentuale di sopravvivenza delle piante è superiore al 90%. È stato inoltre sottolineato il vantaggio economico derivante dall'utilizzo del Vallerani System, in quanto il costo di lavorazione non supera i 215 Yuan per ettaro, mentre il costo di lavorazione con i sistemi convenzionali è di circa 990 Yuan.
- Riconoscimenti da parte di organizzazioni internazionali come la FAO.[23]